# Микуличі (Березинський район)
Микуличі (біл. вёска Мікулічы) — село в складі Березинського району Мінської області, Білорусь. Село підпорядковане Поплавській сільській раді, розташоване в східній частині області.